# Moniquirá
Moniquirá es un municipio colombiano ubicado en la provincia de Ricaurte, de la cual es capital, en el departamento de Boyacá; su cabecera dista 56 km de Tunja, la capital departamental. Situado a 1.669 m s. n. m., su territorio, que pertenece a la cordillera Oriental, está bañado por los ríos Moniquirá, Pómeca y Suárez. Sus suelos se distribuyen en los pisos térmicos templado y frío. La temperatura media anual del casco urbano es de 19 / 20 °C y el promedio de precipitaciones de 2.005 mm. Es el séptimo municipio más poblado del departamento.

## Toponimia

### Origen lingüístico[4]
- Familia lingüística:
- Lengua:

### Significado
Moniquirá posiblemente pertenece a la lengua general Muisca y presenta los vocablos mo “baño”, ni “riqueza”. qui-quie-ki-kie “madero, árbol, bosque”. kira-kika “tierra”, “regio”, “pueblo”. ra-ca “lugar, fortaleza, propiedad”.
Este vocablo representa el símbolo de la estrella de oriente y de igual manera la hora de la madrugada; toda expresión acompañada del vocablo ca enuncia territorios sublimes asignados a grandes caciques.

### Origen / Motivación
La expresión moniquiría corresponde a las actividades o características propias del cuerpo humano, además de referirce a los elementos del paisaje natural. El territorio donde actualmente se encuentra el municipio en la época prehispánica estuvo cubiertade abundante vegetación y agua, usada para el aseo personal de sus habitantes.

### Nombres históricos
- Ubaza (siglo XVI)

## Símbolos

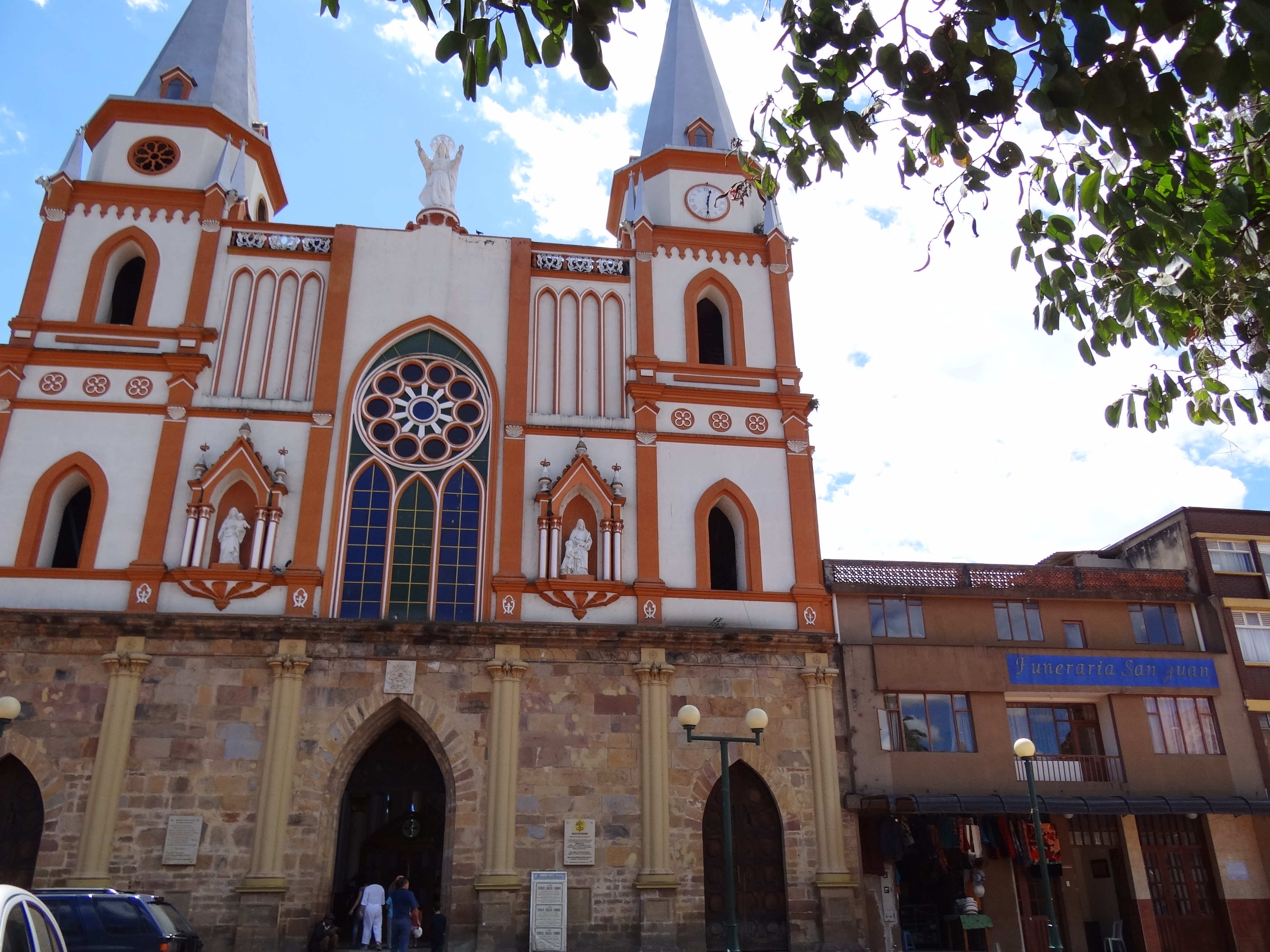
Basílica Nuestra Señora del Rosario de Moniquirá, ubicada en el parque principal.

### Bandera
La bandera del municipio de Moniquirá simboliza la cultura y costumbres del pueblo moniquireño, representada y compuesta por tres franjas horizontales que en su orden son verde, guayaba y blanco. El verde denota las tierras y valles fértiles, producto de fuente natural abundante, rodeado de ríos y de una diversidad de fuentes hidrográficas; el color guayaba denota abundancia de cultivos de este producto, y el blanco significa la paz, la tranquilidad y pureza de sus gentes.

### Escudo
El Escudo de Armas de Moniquirá, se describe en forma española, cuartelado en cruz y escudete triangulado en la punta. Bordura camponada en diez piezas, cinco de oro y cinco de plata. Como timbre, Yelmo de Gran Guerrero; como cimera, un pendón cola de Milano cargado de un sol; como soporte, dos leones rampantes sobre media guirnalda de ramas de café. Las cuatro divisiones se representan así:
1. Arriba a la izquierda en campo de gules una banda de sable, cargada de tres estrellas de oro de cinco puntas.
2. Arriba a la derecha en campo de azur, sobre ondas de agua de azur y plata una palmera y las montañas de sinople con un sol naciente.
3. Abajo a la izquierda en campo de sinople unas ruedas de trapiche y una caña de azúcar de oro.
4. Abajo a la derecha en campo de azur un obelisco de oro.

La simbología, representación y expresión heráldica establece:
En el primer cuartel sobre campo rojo, sinónimo de vencimiento con sangre se destaca la banda negra con tres estrellas del grado de capitán de don Antonio Ricaurte, héroe granadino nacido en esta Provincia, cuya capital es Moniquirá.
En el segundo cuartel se destaca el nombre de Moniquirá, tomado del lenguaje chibcha que significa ciudad del baño, sobre el río Moniquirá la palmera, las montañas y el son con el azul celeste de sus cielos.
En el tercer cuartel sobre el verde de sus veredas el símbolo del trabajo campesino como es la molienda y sus cañaduzales.
En el cuarto cuartel se destaca el obelisco, monumento que quedará como testimonio de confraternidad, de integridad, de unión Bolivariana, realizado por el Maestro Eduardo Malagón Bravo.
El escudete de la punta del escudo va cargado de una paila de cobre símbolo de la "Ciudad Dulce de Boyacá", el cobre de la paila representa las minas que posee la municipalidad.
La bordura campanada de diez piezas representa la riqueza y la integridad de los municipios que junto con Moniquirá conforman la Provincia de Ricaurte: Arcabuco, Santana, San José de Pare, Chitaraque, Togüí, Santa Sofía, Sutamarchán, Ráquira, Sáchica y Villa de Leyva, cuna del gran héroe de San Mateo "Antonio Ricaurte".
Como timbre encontramos el yelmo del Gran Guerrero, que fue Ricaurte, que vive para la posteridad y que enarbola el pabellón de la grandeza y la sabiduría y de la gloria.
Como soporte del escudo aparecen dos leones rampantes como símbolo de fortaleza de los habitantes de este bello municipio. Bajo los leones dos ramas de café florecidos y frutados símbolo del primer productor de Café en Boyacá

### Himno
El himno de Monica
.
Coro
Salve, salve altar ricaurtense;
es bastión del amor y la paz,
con almíbar y aromas ungida
bella y única es Moniquirá.(Bis)
I
Fue Ricaurte magnífico héroe
adalid de lealtad y valor
que en gloriosa explosión dio su vida
nos dejó libertad y el honor.
II
El destino revive en su gloria
policarpa fue en esta verdad
sus raíces son Moniquireñas
son legado de nuestra identidad.
III
Del ejemplo en casa y la escuela
la enseñanza también te darán
ciudadanos, leales, valientes
hijos dignos que el bien traerán.
IV
De colores se visten los campos
arco iris, de alianza heredad
y renace en los corazones
blanca y pura la fraternidad.

## Historia de Moniquirá
Moniquirá fue un pueblo de indios gobernados por el cacique Susa hasta que con la llegada de los conquistadores en 1755 fue vendido por el visitador Andrés Verdugo y Oquendo y los naturales agregados al pueblo de Chitaraque. En 1788 fue fundada la parroquia y en 1880 fue erigido municipio.

## Datos importantes

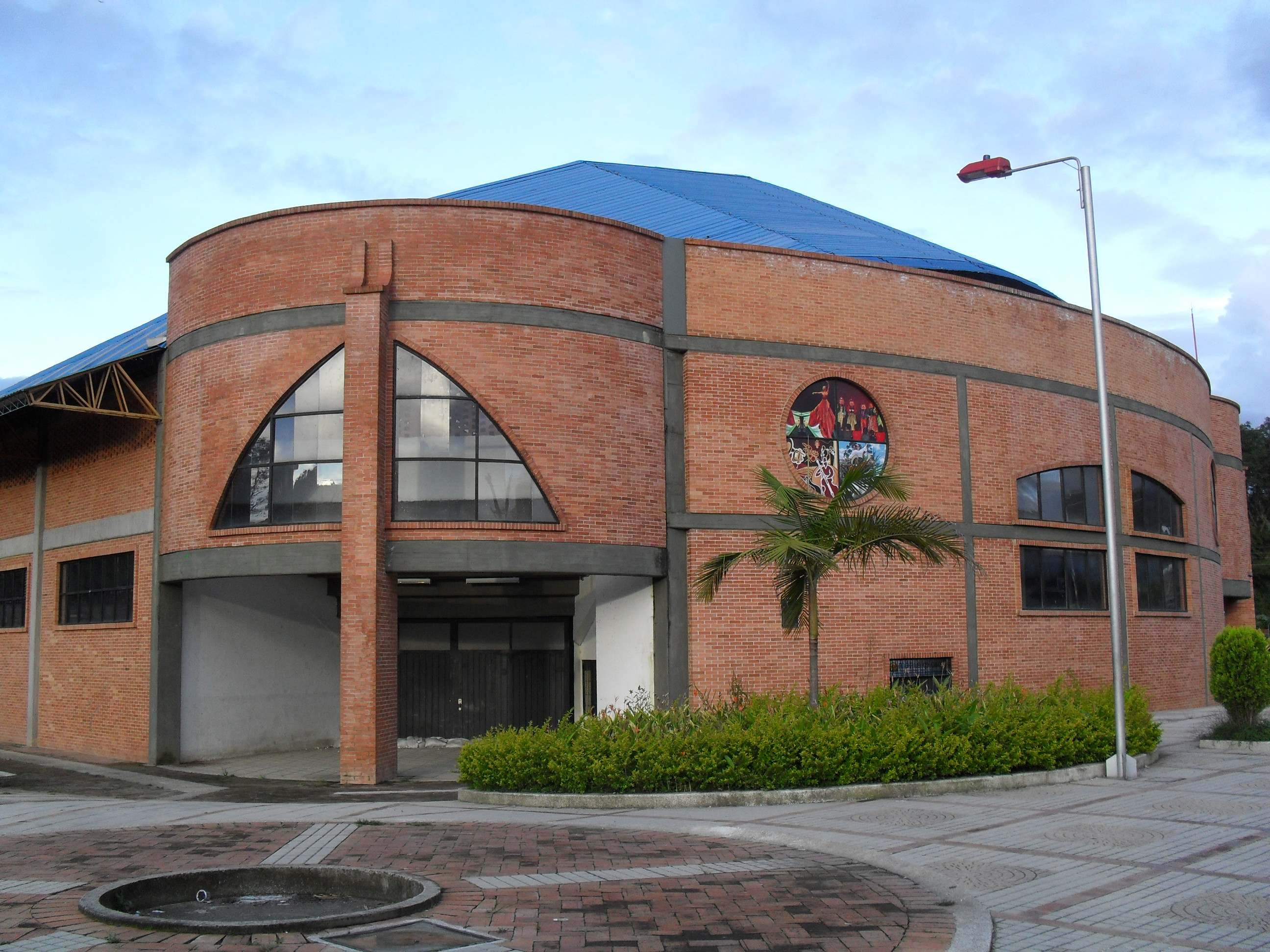
Coliseo cubierto de deportes en Moniquirá.

Moniquirá es un centro turístico, propiciado por el clima templado con una temperatura media de 18,5 °C, su agricultura es muy rica y está representada en la caña de azúcar, con la que se elabora en los trapiches la panela; también se cultiva el maíz, café, frijol, guayaba, naranja y yuca. Igualmente importante es la ganadería.
En su producción industrial encontramos la panela y el bocadillo de guayaba, por lo que se le conoce como la Ciudad Dulce de Boyacá.
Cuenta con siete instituciones educativas: la Institución Educativa Técnica Antonio Nariño, que cuenta con 3 sedes de secundaria (agrícola, pedagógica y académica), 4 de primaria, y más de 3000 estudiantes inscritos, y seis instituciones educativas rurales: Institución Educativa San Alberto Magno, ubicada en la vereda de Ubaza; la Institución Educativa La Laja, ubicada en la vereda del mismo nombre; la Institución Educativa Jordán, que atiende población de las veredas Pereira Y Pajales; la Institución Educativa Marco Fidel Suárez ubicada en la vereda Pantanillo; la Institución Educativa Hernando Gélvez, ubicada en la vereda Papayal y la Institución Educativa Serafín Luengas Chacón ubicada en la vereda Naranjal.
En el barrio Centro de Moniquirá se ubica el parque principal Simón Bolívar y el parque Santander (antiguo centro de acopio) se encuentran las zonas o puntos de encuentro para muchos de los habitantes o turistas del municipio, además de encuentros culturales, sociales y políticos. Cuenta con un coliseo cubierto que se encuentra entre los más modernos del departamento, y con un estudio de medidas oficiales.

## Festividades
En diciembre se realizan las Ferias y Fiestas del Dulce de Bocadillo, que para el año 2018 llegó a su versión número 103, concurso de arriería, que inician el segundo miércoles de diciembre, y en enero en el puente festivo del Día de Reyes se realiza el Festival de Verano, o Festival del Agua y de la Camiseta Mojada, que generalmente dura de miércoles a domingo.
Este festival atrae a miles de turistas con ganas de divertirse, y sobre todo de mojarse y pasarla bien. Gracias a este festival el municipio es conocido cada vez más por la gente en Colombia.

## Clima
La temperatura media es 17 °C. Las precipitaciones son moderadas: alrededor de 900 mm anuales.
| Parámetros climáticos promedio de Moniquirá | Parámetros climáticos promedio de Moniquirá | Parámetros climáticos promedio de Moniquirá | Parámetros climáticos promedio de Moniquirá | Parámetros climáticos promedio de Moniquirá | Parámetros climáticos promedio de Moniquirá | Parámetros climáticos promedio de Moniquirá | Parámetros climáticos promedio de Moniquirá | Parámetros climáticos promedio de Moniquirá | Parámetros climáticos promedio de Moniquirá | Parámetros climáticos promedio de Moniquirá | Parámetros climáticos promedio de Moniquirá | Parámetros climáticos promedio de Moniquirá | Parámetros climáticos promedio de Moniquirá |
| Mes                                         | Ene.                                        | Feb.                                        | Mar.                                        | Abr.                                        | May.                                        | Jun.                                        | Jul.                                        | Ago.                                        | Sep.                                        | Oct.                                        | Nov.                                        | Dic.                                        | Anual                                       |
| ------------------------------------------- | ------------------------------------------- | ------------------------------------------- | ------------------------------------------- | ------------------------------------------- | ------------------------------------------- | ------------------------------------------- | ------------------------------------------- | ------------------------------------------- | ------------------------------------------- | ------------------------------------------- | ------------------------------------------- | ------------------------------------------- | ------------------------------------------- |
| Temp. máx. media (°C)                       | 22                                          | 21                                          | 23                                          | 23                                          | 22                                          | 21                                          | 20                                          | 20                                          | 22                                          | 20                                          | 19                                          | 21                                          | 21                                          |
| Temp. media (°C)                            | 17                                          | 18                                          | 18                                          | 19                                          | 18                                          | 16                                          | 17                                          | 15                                          | 17                                          | 16                                          | 16                                          | 18                                          | 17.1                                        |
| Temp. mín. media (°C)                       | 14                                          | 12                                          | 14                                          | 16                                          | 16                                          | 13                                          | 16                                          | 14                                          | 15                                          | 12                                          | 12                                          | 14                                          | 14                                          |
| Precipitación total (mm)                    | 75                                          | 89                                          | 86                                          | 81                                          | 60                                          | 59                                          | 69                                          | 70                                          | 89                                          | 77                                          | 57                                          | 71                                          | 883                                         |
| Días de lluvias (≥ 0.1 mm)                  | 10                                          | 12                                          | 11                                          | 10                                          | 10                                          | 10                                          | 12                                          | 12                                          | 13                                          | 13                                          | 10                                          | 10                                          | 133                                         |
| Horas de sol                                | 200                                         | 195                                         | 230                                         | 244                                         | 250                                         | 239                                         | 251                                         | 229                                         | 216                                         | 203                                         | 199                                         | 181                                         | 2637                                        |
| Humedad relativa (%)                        | 80                                          | 79                                          | 77                                          | 79                                          | 78                                          | 81                                          | 81                                          | 83                                          | 84                                          | 82                                          | 81                                          | 76                                          | 80.1                                        |
| [cita requerida]                            |                                             |                                             |                                             |                                             |                                             |                                             |                                             |                                             |                                             |                                             |                                             |                                             |                                             |